# Allison DuBois

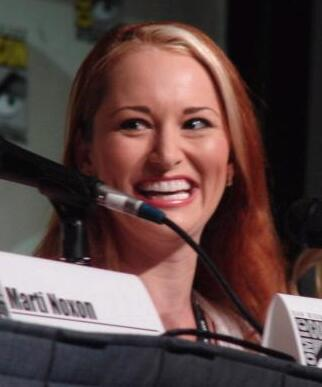
Allison DuBois (2007)

Allison DuBois (* 24. Januar 1972 in Phoenix, Arizona) ist nach eigenen Angaben ein Medium. Sie behauptet von sich, mit Verstorbenen in Kontakt treten zu können. Ihre Autobiographie Kein Abschied für immer diente als Vorlage für die von Kelsey Grammer produzierte NBC-Serie Medium – Nichts bleibt verborgen, in der DuBois von Patricia Arquette dargestellt wird.
DuBois behauptet, seit ihrem 6. Lebensjahr über die Fähigkeit zu verfügen, mit Toten sprechen zu können; damals habe sie Nachrichten von ihrem kurz zuvor verstorbenen Großvater erhalten. Nach Abschluss der Highschool 1990 begann DuBois das Studium der Politikwissenschaft an der Arizona State University. Neben ihrem Studium arbeitete sie im Büro des Bezirksstaatsanwaltes, wo sie Einblick in Ermittlungsakten hatte. DuBois behauptete, beim Ansehen der Ermittlungsbilder Visionen vom Tathergang zu haben.
DuBois nahm vier Jahre lang an einem Projekt der Arizona State University unter der Leitung von Gary Schwartz teil, das die psychischen Fähigkeiten von Medien untersuchen sollte. In verschiedenen Gesprächen mit Angehörigen oder Freunden von Verstorbenen konnte DuBois angeblich detaillierte Informationen zu der verstorbenen Person geben, ohne diese selbst gekannt zu haben. Schwartz attestierte ihr daraufhin Fähigkeiten, die denen eines Mediums entsprächen.
Kritiker wie Paul Kurtz vom „Committee for Skeptical Inquiry“ werfen ihr jedoch vor, ihre Gesprächspartner lediglich durch psychologische Tricks wie das Cold Reading davon zu überzeugen, detailliertes Wissen über eine Person zu haben, obwohl sie nur mehrdeutige und vage Aussagen getätigt hat. Das Phänomen, vage Aussagen auf sich selbst oder nahestehende Personen zu beziehen, beruht auf dem Barnum-Effekt. DuBois Behauptung, mehrfach in Zusammenarbeit mit Ermittlungsbehörden Mordfälle aufgeklärt zu haben, genannt werden das Glendale Arizona Police Department und die Texas Rangers, wurde von Seiten dieser Behörden nicht bestätigt.
Allison DuBois ist verheiratet und hat drei Töchter.

## Veröffentlichungen
- Secrets of the Monarch: What the Dead Can Teach Us about Living a Better Life (2007)
- Kein Abschied für immer – Die ungewöhnliche Geschichte einer hellsichtigen Begabten (Orig. Don't Kiss Them Good-Bye), Allegria Verlag, 2006, ISBN 3-7934-2041-8
- We Are Their Heaven: Why the Dead Never Leave Us (2005)

Über Allison Dubois
- The Truth about Medium: Extraordinary Experiments with the Real Allison DuBois of NBC's Medium and Other Remarkable Psychics Gary E. Schwartz und William L. Simon, 2005